# Kristina Årling
Kristina Årling, född Eriksson 3 januari 1948 i Arvika, död 21 april 2018, var en svensk keramiker.
Årling är dotter till Matts Matts i Taserud Eriksson och textilkonstnären Margit Eriksson-Skjöldebrand,  syster till träsnidaren James Eriksson och sondotter till Christian Eriksson.
Årling började sin bana som keramiker genom att i tonåren gå i lära hos Martin Flodén. Efter avslutad skolgång i Arvika sökte hon sig till Nyckelviksskolan på Lidingö 1964-1965, varefter hon företog en studieresa till Budapest följd av praktik och högskoleutbildning på Konstindustriskolan i Göteborg 1968-1972.
Efter studierna öppnade hon sin keramikverkstad i lilla ateljén på Oppstuhage och sedan 1981 i föräldrahemmet ett stenkast från Rackstadmuseet. Första tiden tillverkade hon bruks- och nyttoföremål i keramik men gick under 1980-talet över till stengods. Hon var medlem i Arvika konsthantverk.